# McKayla Maroney
McKayla Rose Maroney (Aliso Viejo, 9 dicembre 1995) è un'ex ginnasta statunitense, due volte campionessa mondiale e vice campionessa olimpica al volteggio, oltre che campionessa olimpica con la squadra a Londra 2012.
Il 9,733 per il suo Amanar eseguito a Londra 2012 è tuttora la nota d'esecuzione più alta registrata in una competizione FIG nella nuova era del Codice dei punteggi.

## Carriera
Inizia a praticare ginnastica artistica spinta dalla madre Erin, che nota subito la vivacità e l'energia della figlia. Nel 2009, ai suoi primi Campionati Nazionali svolti a Dallas, Texas, McKayla vince la medaglia di bronzo al volteggio.
Nel luglio del 2010 partecipa ai CoverGirl Classic di Chicago, Illinois. Arriva al secondo posto alla pari con Lexie Priessman al volteggio, quinta al corpo libero e settima nel concorso generale. Ai Campionati Juniores di Hartford vince il titolo nazionale al volteggio. Inoltre, si classifica terza nel concorso individuale, arriva quarta al corpo libero e settima alla trave. Conclude il 2010 partecipando ai Giochi Panamericani junior, dove vince la medaglia d'oro al volteggio, corpo libero e concorso a squadre.

### 2011: Campionati Mondiali di Tokyo
Al Trofeo Città di Jesolo del 2011 vince la medaglia d'oro nel concorso a squadre e al volteggio. Inoltre, grazie a dei buoni punteggi in tutti gli attrezzi (corpo libero in cui arriva quarta, trave e parallele asimmetriche in cui arriva quinta) batte la connazionale Jordyn Wieber nel concorso individuale, vincendolo.
A luglio partecipa ai CoverGirl Classic di Chicago, dove si piazza al quinto posto al corpo libero e sesta alla trave. Il mese successivo, ai Campionati Nazionali, con un punteggio complessivo di 115.150 vince la medaglia d'argento nel concorso individuale. Grazie al suo Amanar, vince il titolo nazionale al volteggio, battendo la campionessa mondiale del 2010 Alicia Sacramone. Inoltre, arriva quinta nel corpo libero e settima alla trave.
Dopo aver partecipato ai due Campi di Selezione al Karolyi Ranch di New Waverly, Texas, McKayla viene scelta per far parte della squadra nazionale che parteciperà ai Campionati Mondiali di Tokyo. Durante i preliminari dei Mondiali, la Maroney compie un'eccellente performance al volteggio, qualificandosi prima (15,533 - 14,633). Inoltre, finisce dodicesima nel concorso generale individuale, ma a causa della regola "due atlete per ogni paese" viene scartata dalla finale. Gli Stati Uniti si qualificano nel concorso a squadre alla prima posizione (234,253), dietro la Russia (231,062) e Cina (230,370). Nella finale al concorso a squadre, McKayla contribuisce a far vincere l'oro agli Stati Uniti grazie al suo Amanar da 16.033 punti. Nella finale al volteggio vince la medaglia d'oro grazie ad un Amanar da 15.800 punti e al Podkopayeva da 14.800 punti. Con questa medaglia, gli Stati Uniti vincono la terza medaglia al volteggio consecutiva (Kayla Williams nel 2009, Alicia Sacramone nel 2010).

### 2012: la selezione per le Olimpiadi
Partecipa al Trofeo Città di Jesolo del 31 marzo, competendo in tutti e quattro gli attrezzi e arrivando quarta nel concorso generale individuale con 59,050 punti. Alla trave ottiene un decimo di penalità e finisce l'esercizio con 14.050 punti. Con delle buone prestazioni al volteggio (16.000), parallele asimmetriche (13.950) e corpo libero (13.950) contribuisce a far vincere agli Stati Uniti, con un punteggio complessivo di 236.950, la medaglia d'oro.
Il 26 maggio compete agli Secret U.S. Classic, dove compete solo in due attrezzi. Con un buonissimo volteggio arriva alla prima posizione con 16.100 punti. Alla trave, a causa di alcune imprecisioni, ottiene un decimo di penalità e chiude l'esercizio con 13.800 punti.
Dall'8 al 10 giugno partecipa ai Visa Championships, competendo in tutti e quattro gli attrezzi e classificandosi al settimo posto nella classifica generale. Inoltre, si qualifica prima al volteggio, quinta al corpo libero e ottava alla trave. Durante il riscaldamento prima dalla gara finale, cade non riuscendo a concludere il suo triplo avvitamento al corpo libero. Abbandona immediatamente il campo gara per andare al pronto soccorso che le ha diagnosticato una lieve commozione cerebrale e una piccola frattura nasale.
Il 29 e 30 giugno partecipa ai Trials Olimpici, l'ultima tappa per selezionare le ginnaste che parteciperanno alle Olimpiadi di Londra. Nella prima giornata di gara arriva settima nel concorso individuale (58.300): ottiene il primo punteggio più alto al volteggio (16.100 punti), il quarto punteggio più alto al corpo libero (15.200 punti), 13.650 alla trave e 13.350 alle parallele asimmetriche. Nella seconda giornata, con degli alti punteggi al volteggio (16.150) e alla trave (15.000), viene scelta da Márta Károlyi per far parte della squadra che parteciperà a Londra 2012.

#### Olimpiadi di Londra
Il 29 luglio, con la giornata di qualificazione femminile, inizia la sua avventura olimpica. Nonostante l'aggravarsi di un infortunio al dito del piede destro, compete al volteggio e contribuisce a far qualificare la squadra statunitense al primo posto, con un complessivo di 181.863, staccando la Russia seconda classificata di un decimo circa (180.429). Individualmente svolge due buonissimi salti al volteggio (media del 15.800) si qualifica per la finale di specialità al primo posto.
Il 31 luglio compete ancora solo al volteggio per la finale a squadre. Con un perfetto Amanar (Yurchenko con 2.5 avvitamenti) dal valore di 16.233 punti (e con un'esecuzione di 9.733) vince l'oro insieme alla squadra statunitense, che stacca di ben cinque punti la Russia (178.530) e di sette punti la Romania (176.414). Il suo punteggio di esecuzione, 9.733, è il più alto dato ad una Olimpiade o Mondiale da quando è stato abolito il sistema del "10 perfetto". "Volevo solo che facessero bene e sono molto orgogliosa di loro. Stavo urlando e saltando. L'ultimo esercizio al corpo libero è stato esilarante e meraviglioso allo stesso tempo, non penso che potrò mai dimenticarlo". Questo è il secondo oro vinto dagli Stati Uniti in un concorso a squadre olimpico (il primo fu quello di Atlanta 1996, vinto dalle "Magnifiche Sette").

Il 5 agosto, durante la finale di specialità al volteggio, esegue un buon primo salto (15.866 punti con 3 decimi di penalità) che la porta al primo posto. Una caduta nel secondo salto le fa ottenere solo un 14.300 e vince la medaglia d'argento, dietro alla rumena Sandra Izbașa. Questa caduta blocca il suo record di 33 volteggi senza cadute in competizioni. Commenta: «Le mie mani non hanno realmente toccato la tavola del volteggio. Me ne vado con una medaglia d'argento e sono felice di questo. È triste essere caduta proprio al volteggio ma sono contenta della mia medaglia d'argento. So di poter fare volteggi migliori ma so di non meritarmi la medaglia d'oro perché sono caduta».

#### L'infortunio
Durante il Kellogg's Tour of Gymnastics Champions in Ontario, McKayla si infortuna durante un esercizio alle parallele asimmetriche. L'esito è una frattura alla tibia della gamba sinistra. Prende di nuovo parte al Tour in ottobre, durante la tappa a Oklahoma City.

### 2013: campionessa nazionale e mondiale
Dopo un periodo di pausa, torna a competere il 27 luglio ai Secret U.S. Classic. Gareggia solo al volteggio e al corpo libero, ottenendo rispettivamente 15.600 punti e 14.350 a causa di alcune penalità nell'esecuzione. Vince il titolo al volteggio e riesce a qualificarsi per i P&G Championships, i campionati nazionali. In un'intervista post-gara, la Maroney ha dichiarato di sperare di migliorare sia i suoi volteggi che il suo corpo libero in vista delle Olimpiadi del 2016.
Dal 15 al 17 luglio partecipa ai P&G Championships. Durante la prima giornata compete solo al volteggio e al corpo libero, qualificandosi rispettivamente al primo (15.500) e al secondo (14.850) posto. Il 17 agosto diventa campionessa nazionale in entrambe le specialità: volteggio (31.200) e corpo libero (30.100).
Entra nella Gymnastics Hall of Fame USA insieme alla squadra olimpica di Londra 2012.
Ai Campi di Selezione viene scelta per rappresentare gli Stati Uniti d'America ai Campionati Mondiali di Anversa 2013. Durante le qualificazioni compete in tutti e quattro gli attrezzi, a causa di una caduta dalla trave si qualifica al sesto posto per il concorso individuale e rimane fuori per la regola "two-per-country", si qualifica per la finale al volteggio al primo posto e arriva sesta al corpo libero, alla pari con la connazionale Kyla Ross, che ha avuto una nota di esecuzione più alta e quindi rimane fuori sempre a causa della regola two-per-country. Il 5 ottobre, giorno della finale, esegue un Amanar che le frutta un altissimo 15.966. La media finale è di 15.724, si classifica quindi al primo posto davanti alla connazionale e campionessa del mondo Simone Biles (15.595) e alla nordcoreana Hong Un Jong (15.483).

### 2014: la pausa per intervento
Nel mese di marzo, la Maroney subisce un intervento chirurgico al ginocchio che le impedisce di partecipare alle competizioni successive nell'arco dell'anno.
Il mese successivo compare sulla foto di copertina del numero di aprile di Inside Gymnastics.

### 2015-2016: ritiro
Nel mese di marzo 2015, Maroney ha dichiarato in un video di YouTube che ha lottato con "stanchezza surrenale" dopo i Campionati del Mondo 2013. Il suo stato rimane poco chiaro per quanto riguarda il suo futuro nella ginnastica. Il 24 febbraio 2016 GymCastic ha rilasciato un'intervista che hanno condotto nel mese di ottobre 2015, con Maroney, promosso come #mckaylaspeaks, dove ha annunciato il suo ritiro: "Non voglio che nessuno pensi mai che McKayla si ritira. Io non voglio nemmeno che le persone utilizzino quella parola".

## Televisione e spettacolo

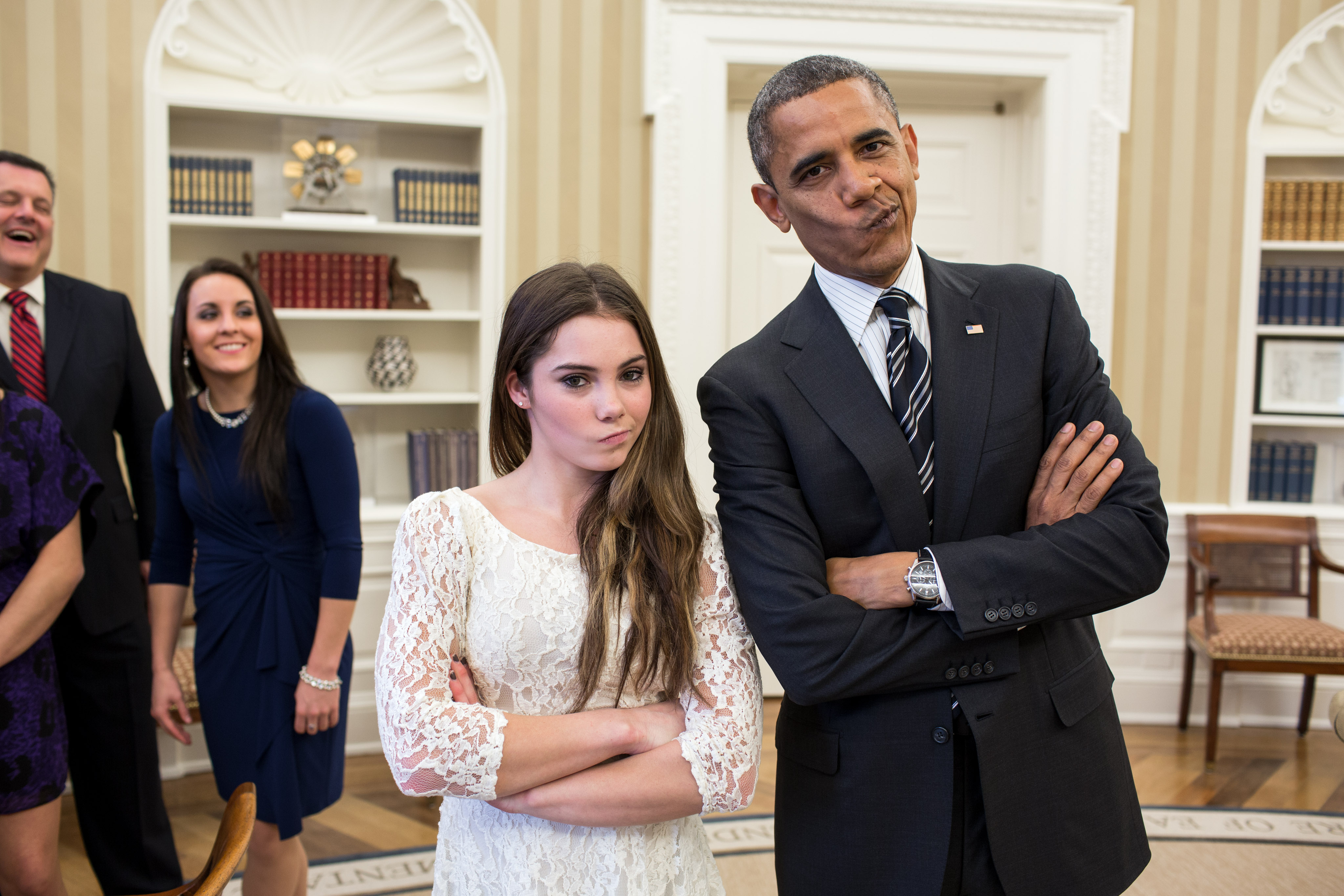
Il Presidente degli Stati Uniti d'America Barack Obama scherza con la Maroney facendo l'espressione "not impressed" nello Studio Ovale.

Mckayla Maroney è anche conosciuta per la smorfia "Not impressed", diventata un Internet meme durante le Olimpiadi di Londra: dopo aver vinto la medaglia d'argento nella finale al volteggio, la Maroney fu fotografata sul podio con uno sguardo di disappunto, con le labbra strette su un lato; l'immagine fu pubblicata su Tumblr, e cominciò a diffondersi come fenomeno "virale".
Ha debuttato come attrice nella serie televisiva Hart of Dixie nel ruolo di Tonya, un'amica di Rose. Partecipa alla serie nelle puntate "Baby, Don't Get Hooked on Me", "Lovesick Blues" e "We Are Never Ever Getting Back Together".
Nel mese di gennaio 2013 riveste il ruolo di giudice per il concorso Miss America e partecipa al video musicale di "Up in the Air" dei Thirty Seconds to Mars. Diventa poi testimonial dell'Adidas.
Nell'undicesimo episodio della nona stagione di Bones, intitolato The Spark In The Park, interpreta il personaggio di una ginnasta accusata di omicidio.
Nell'episodio speciale della seconda stagione di Superstore, intitolato Le olimpiadi, interpreta sé stessa in un breve cameo in cui mostra la stessa smorfia che ha dato vita al relativo meme.

## Scandalo Larry Nassar
Nel 2015 telefona all'FBI spiegando di avere subìto abusi sessuali dal medico della squadra nazionale Larry Nassar, ma gli agenti non danno seguito alla sua segnalazione. Nel 2016 firma un accordo di riservatezza con la Federazione statunitense  di ginnastica, in cui si impegna a non diffondere la cosa. Nel 2017, in pieno #metoo, dopo che altre atlete olimpiche avevano parlato con i giornalisti dell'Indianapolis Star, Maroney rompe l'accordo e anzi, denuncia lo stesso accordo come un tentativo di copertura del medico: in effetti, la legge americana vietava la proposta di accordi di riservatezza per i casi di abuso sessuale sui minorenni. Il 24 gennaio 2018, a seguito di processo, Nassar viene condannato all'ergastolo per avere commesso abusi sessuali per anni su più di 250 atlete . Nel maggio 2018 alle vittime degli abusi di Nassar viene assegnato l'Arthur Ashe Courage Award. Nella primavera del 2018, Maroney accusa di abusi psicologici alcuni suoi allenatori. Nel settembre 2021 Maroney ha testimoniato, insieme a Simone Biles, Maggie Nichols e Aly Raisman, davanti al Senato degli Stati Uniti all'interno dell'indagine per verificare le colpe dell'FBI nell'indagine sui reati sessuali di Larry Nassar: Maroney ha accusato l'FBI non solo di avere ignorato le sue segnalazioni, ma anche di avere mentito su di esse..